# Tel Dor

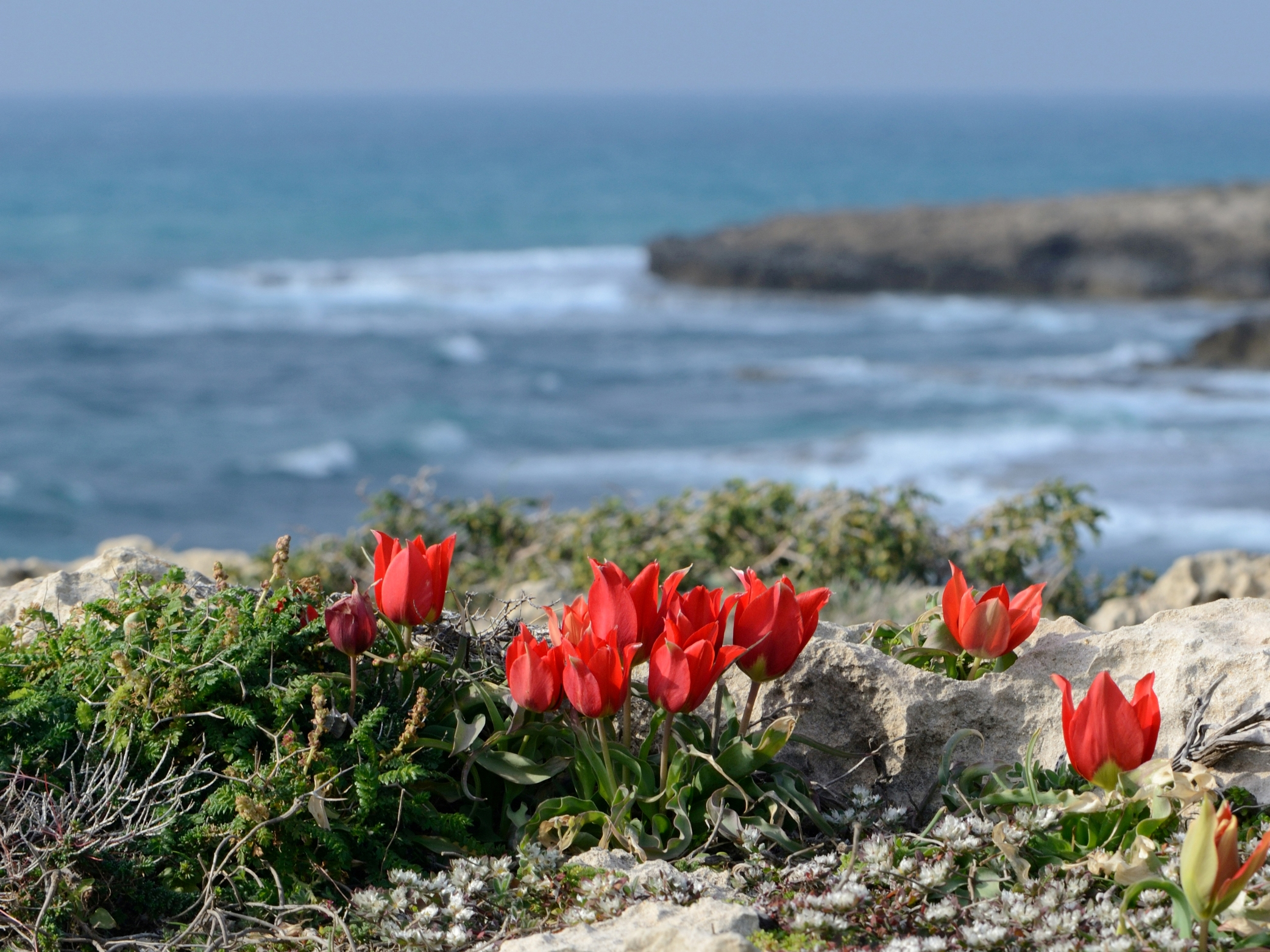
Tulipa agenensis sharonensis, Playa de Dor-Habonim.

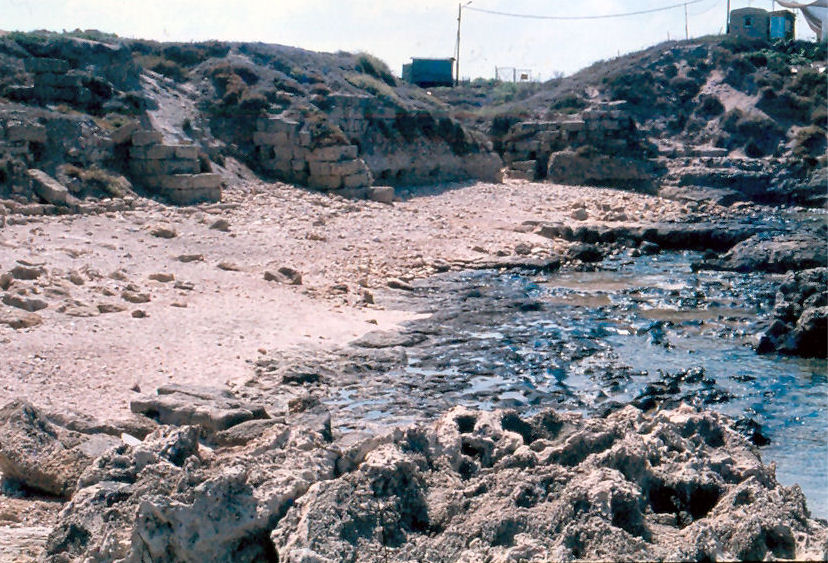
Playa de Tel Dor.

Tel Dor (hebreo: דוֹר o דאר, que significa 'generación', 'habitación') o Tell el-Burj, y también Jirbet el-Burj en árabe (lit. tell, o ruina, de la torre), es un yacimiento arqueológico ubicado en la costa mediterránea de Israel junto al moderno moshav de Dor, a unos 30 kilómetros al sur de Haifa y a 2,5 kilómetros al oeste de Hadera. Situada en un pequeño promontorio en el lado norte de una ensenada protegida, se identifica con el D-jr de fuentes egipcias, el Dor bíblico y con Dor/Dora de fuentes griegas y romanas.
La historia documentada del sitio comienza en la Edad del Bronce Final (aunque la ciudad en sí fue fundada en la Edad del Bronce Medio, c. 2000 a. C.) y termina en el período de las Cruzadas. Su puerto dominó la fortuna de la ciudad a lo largo de sus 3000 años de historia. Dor fue gobernado sucesivamente, desde los cananeos hasta los romanos, pasando, por los pueblos del mar, israelitas, fenicios, asirios, persas o griegos. Su papel principal en todas los tiempos antiguos y con las diferentes culturas fue el de ser un importante puerto y centro comercial, puerta de intercambio entre Oriente y Occidente.

## Etimología
| D46 | Z4 | D21 | Z1 | T14 | N25 | O49 |

| D46 | Z4 | D21 | Z1 | T14 | N25 | O49 |

Dor (en hebreo: דוֹר o דאר, que significa 'generación', 'habitación'), era conocido como Dora (en griego: τὰ Δῶρα) por los griegos y romanos, y como Dir en el egipcio tardío de la Historia de Unamón.

## Ubicación e identificación
A la Dora del período clásico se la ha situado a 14,5 km de Cesarea Marítima, en el camino a Ptolemais (Acre). En ese punto estaba el pequeño pueblo de Tantura, probablemente una corrupción árabe de 'Dora'.

## Biblia hebrea (Tanaj)

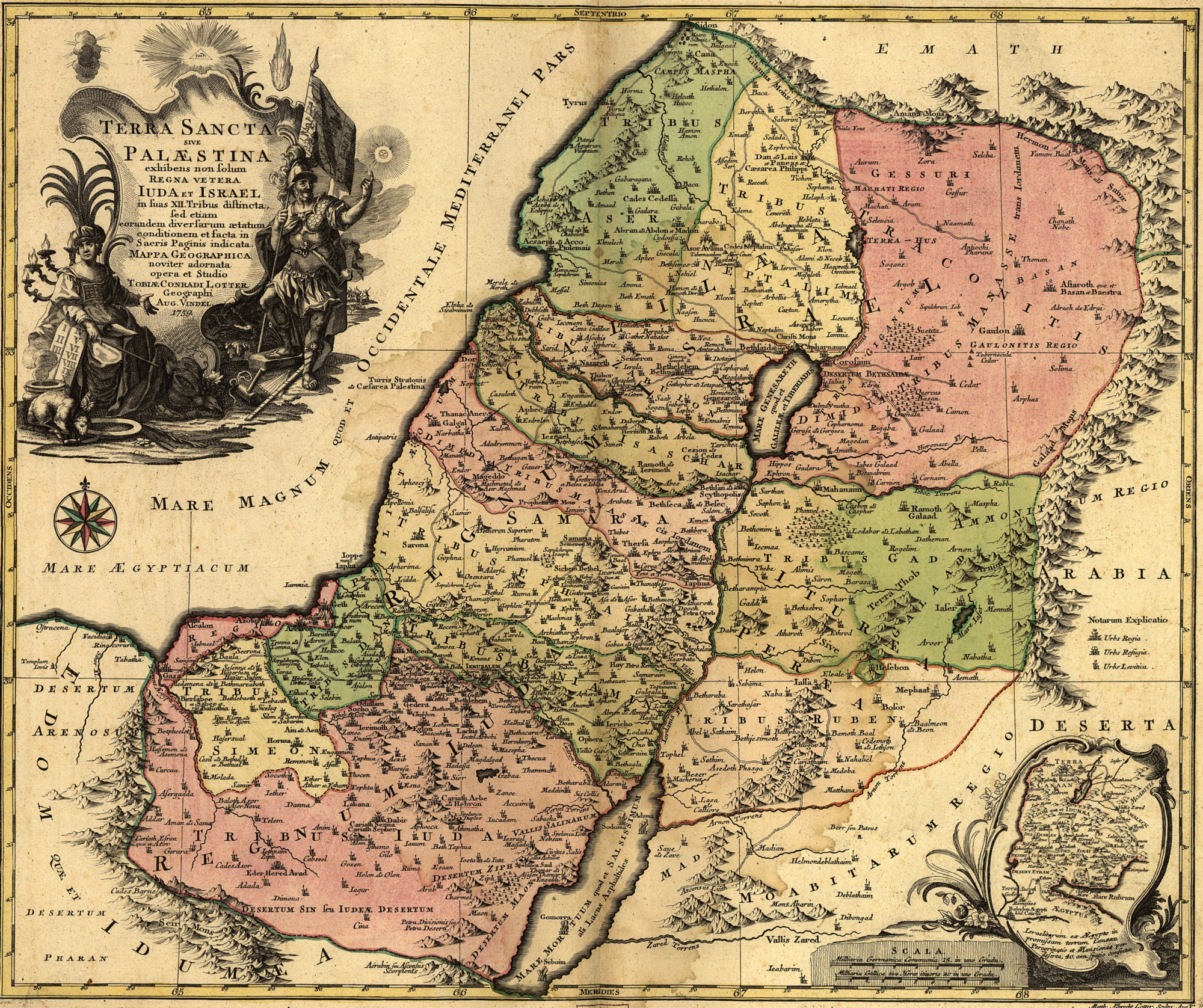
Mapa de 1759 de Tierra Santa y las 12 tribus, que muestra a Dor como parte de Manasés.

Muchos eruditos dudan de la exactitud histórica de los textos bíblicos relevantes para épocas anteriores al siglo a. C. Sugieren que el contexto bíblico de lugares como el antiguo Dor es más mitológico que histórico.
Los eruditos que concilian las historias de la Edad del Bronce y del Hierro en el Levante con las tradiciones bíblicas piensan que Dor era una antigua ciudad real de los cananeos, con un gobernante que era aliado de Jabín, rey de Jasor, contra Josué. En el siglo XII a. C., la ciudad parece haber sido tomada por los tjeker, uno de lo pueblos del mar, y gobernada por ellos al menos hasta principios del siglo XI  a. C. Parece haber estado dentro del territorio de la tribu de Aser, aunque asignado a la tribu de Manasés.

## Historia y arqueología
Mediante excavaciones submarinas, perforación de pozos y modelados, se ha establecido que en el área costera de Tel Dor ocurrió un gigantesco y catastrófico tsunami entre 7910 y 7290 a. C. con una altura de ola máxima de 16 m y una carrera de 1,5 a 3,5 km según un estudio publicado el 23 de diciembre de 2020 en la revista PLOS ONE.
Para los arqueólogos de la Autoridad de Antigüedades de Israel (AAI), la importancia de Dor es por ser el único puerto natural en la costa de Levante al sur de la denominada Escalera de Tiro, habiendo estado ocupado continuamente desde los fenicios hasta finales del siglo XVIII. Sin embargo, para Josefo, su puerto era inferior al de Cesarea.
Dor es mencionado en el Mosaico de Rehob del siglo III como un lugar exento de diezmos, por no ser poblado por judíos que regresaban del exilio babilónico en el siglo IV a. C. Schürer sugiere que Dor, junto con Cesarea, pudieron haber sido construidos inicialmente hacia finales del período persa.

### Período persa
En c. 460 a. C., los atenienses formaron una alianza con el líder egipcio Inaro contra los persas. Para llegar al delta del Nilo y apoyar a los egipcios, la flota ateniense tuvo que navegar hacia el sur. Atenas había asegurado lugares de desembarco y avituallamiento para sus trirremes tan al sur como Chipre, pero necesitaban una punto intermedio entre Chipre y Egipto. Necesitaban una base naval en la costa del Líbano o Palestina, pero las ciudades fenicias de Sidón y Tiro ocupaban gran parte de la costa continental y además eran leales a Persia. Ochenta kilómetros al sur de esas ciudades, los atenienses encontraron un objetivo aislado y tentador para establecer una estación de paso.
Los atenienses se apoderaron de Dor de Sidón. Dor tenía muchas ventajas estratégicas para los atenienses, comenzando por su distancia a Sidón. Los atenienses tenían un imperio marítimo construido sobre barcos de remos. No necesitaban grandes extensiones de tierra y en su lugar necesitaban sitios costeros estratégicamente ubicados que tuvieran agua dulce, provisiones y protección contra el mal tiempo y el ataque de los enemigos. Dor tenía un manantial constante de agua dulce, cerca del borde del mar y al sur, una laguna y una playa de arena rodeada por una cadena de islotes. Era precisamente lo que buscaba y necesitaba la flota ateniense para el desembarco de sus barcos y el descanso de sus tripulaciones. Dor estaba estratégicamente situado, en lo alto de un promontorio rocoso y estaba protegido en su lado terrestre por un cenagal pantanoso que formaba un foso natural. Más allá de las tierras bajas costeras estaba el monte Carmelo. La ciudad tenía fortificaciones construidas por los persas. La ciudad tenía calles rectas y pozos de tinte fenicio para obtener el púrpura con que se teían los tejidos. De esta forma, Dor se convirtió en el puesto de avanzada más remoto de la armada ateniense.

### Período helenístico
En 138 a. C., Dora fue el escenario de la batalla entre el emperador seléucida Antíoco VII Sidetes y el usurpador Diodoto Trifón, lo que provocó la huida de este último y finalmente su muerte.

## Israel moderno
Hoy en Israel, un moshav, situado al sur de Tel Dor, es llamado 'Dor' en honor a la ciudad antigua.

## Historia de las excavaciones
Tel Dor ('el tel de Dor') fue excavado por primera vez en la década de 1920 por John Garstang, de la Escuela Británica de Arqueología en Jerusalén. J. Leibowitz excavó en la ciudad baja alrededor del tell en la década de 1950. De 1979 a 1983, Claudine Dauphin excavó una iglesia al este del tell. Avner Raban excavó las instalaciones portuarias y otras construcciones principalmente al sur y al oeste del montículo entre 1979 y 1984. Kurt Raveh, Shelley Wachsman y Saen Kingsley llevaron a cabo estudios submarinos alrededor del sitio. Ephraim Stern, del Instituto de Arqueología de la Universidad Hebrea, dirigió veinte temporadas de excavaciones en el sitio entre 1980 y 2000, en cooperación con la Sociedad de Exploración de Israel y varias instituciones académicas israelíes, estadounidenses, sudafricanas y canadienses, así como un gran grupo de voluntarios alemanes. Con entre 100 y 200 empleados, estudiantes y voluntarios por temporada, Dor fue uno de los proyectos de excavación más grandes de Israel. Las once áreas de excavación abiertas han revelado una gran cantidad de información sobre la Edad del Hierro, y los períodos persas, helenísticos y romanos.
Las excavaciones actuales están siendo realizadas por Ilan Sharon de la Universidad Hebrea de Jerusalén y Ayelet Gilboa de la Universidad de Haifa en cooperación con la Universidad de Washington, el Instituto Weizmann de Ciencias, la Universidad de Sudáfrica y otras instituciones. Juntos reúnen un amplio consorcio internacional de académicos que persiguen conjuntamente gran número de objetivos de diferentes investigaciones, pero complementarias.

## Hallazgos arqueológicos

### Producción de tinte púrpura en los períodos persa y helenístico
Desde 2001, las excavaciones han revelado un sistema para la producción de una solución de tinte púrpura, que data de los períodos persa y helenístico, donde todavía se conservaba una gruesa capa de cal viva (óxido de calcio) que sirvió, según los estudiosos, para separar el tinte de los moluscos después de que se hubiesen roto y retirado de sus caparazones. Estos moluscos eran principalmente importados a la región desde otros lugares a lo largo de la costa mediterránea. Las especies encontradas han resultado ser Phorcus turbinatus, Patella caerulea, Stramonita haemastoma o Hexaplex trunculus, entre otras.

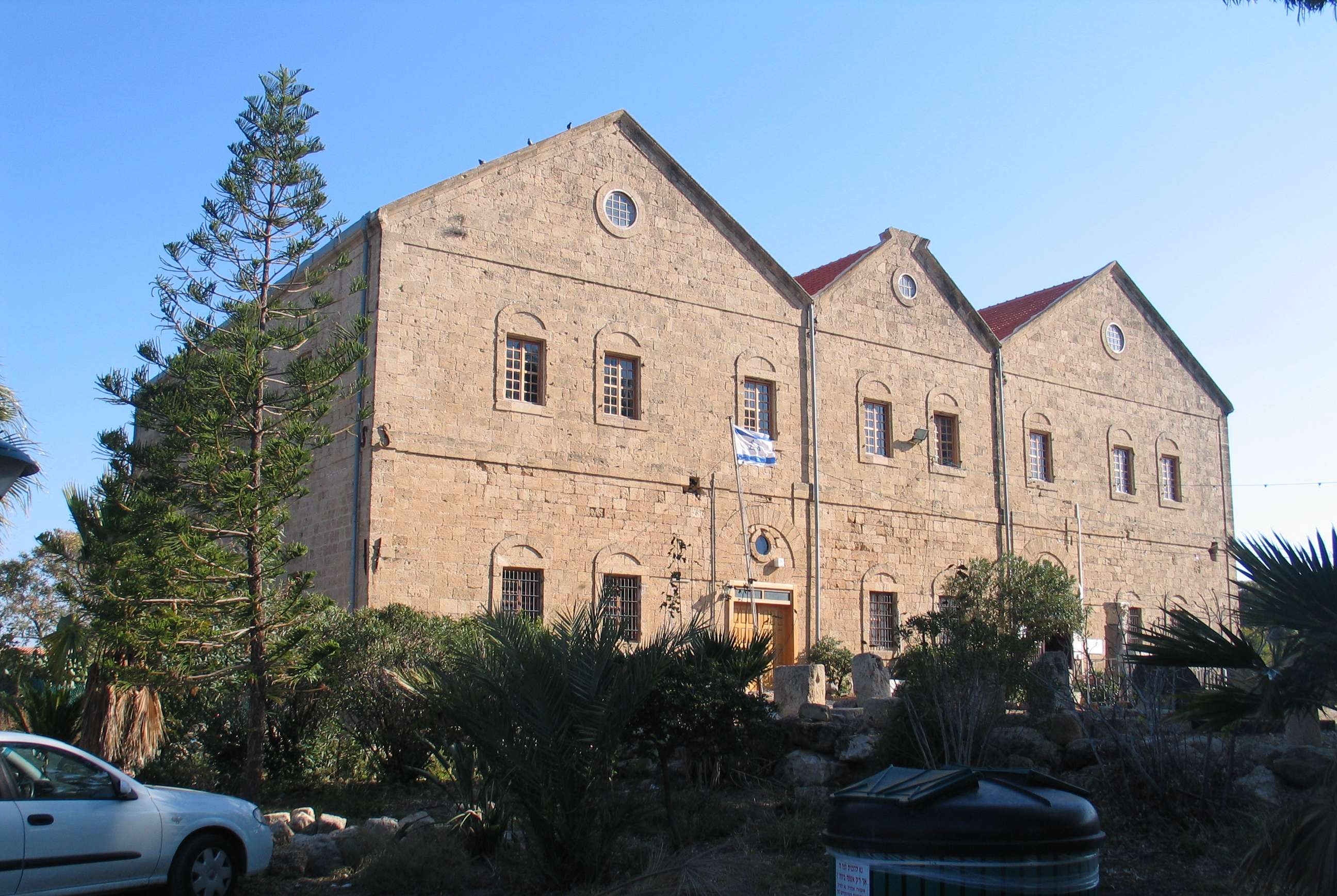
Antigua fábrica de vidrio en Nahsholim, ahora convertida en museo.

## Museo
El histórico edificio del museo 'Casa del vidrio', ubicado en el kibutz Nahsholim, a unos 500 metros al sur del sitio, ahora alberga el Centro de Arqueología Náutica y Regional de Dor (CONRAD), que consta de salas de trabajo de las expediciones y un museo que exhibe los hallazgos de Tel Dor y su región, que documenta la importancia de la ciudad en el mundo antiguo como fabricante de los prestigiosos colores azul y carmesí de los caracoles marinos. La casa es una antigua fábrica de vidrio del siglo XIX construida por el barón Edmond James de Rothschild.